# Zbrodnie prawa międzynarodowego
Zbrodnie prawa międzynarodowego – czyny określone jako zbrodnie w prawie międzynarodowym,  na podstawie obowiązujących aktów prawa międzynarodowego (konwencje haskie, konwencje genewskie, konwencje ONZ).
Przyjęte w 1907 roku konwencje haskie zawierały katalog czynów zabronionych w czasie działań wojennych i w związku z nimi, odsyłając odpowiedzialność karną do wewnętrznej jurysdykcji sygnatariuszy.
Międzynarodowa jurysdykcja i katalog zbrodni prawa międzynarodowego określone zostały w 1919 roku w traktacie wersalskim. Wszystko, co narusza prawa i zwyczaje wojenne (artykuł 228) a także bulwersujące międzynarodową moralność i powagę traktatów (artykuł 227). 
Zakres zbrodni prawa międzynarodowego został rozszerzony przez artykuł 6 Statutu Międzynarodowego Trybunału Wojskowego w Norymberdze, który określił następujące rodzaje zbrodni prawa międzynarodowego: 
- zbrodnie wojenne, określone uprzednio  w 1919 roku w traktacie wersalskim – wszystko, co narusza prawa i zwyczaje wojenne (artykuł 228), a także bulwersujące międzynarodową moralność i powagę traktatów (artykuł 227);
- zbrodnia przeciwko pokojowi – planowanie, przygotowanie, rozpoczęcie i prowadzenie wojny napastniczej lub będącej pogwałceniem traktatów wojny, porozumień lub międzynarodowych umów oraz współuczestniczenie w którymkolwiek z wymienionych czynów;
- pogwałcenie praw i zwyczajów wojny – obejmują m.in. morderstwa, nieludzkie traktowanie ludności zamieszkującej okupowane terytoria, deportacje (m.in. na roboty przymusowe), mordowanie i złe traktowanie jeńców wojennych, zabijanie zakładników, przywłaszczenie własności publicznej i prywatnej, burzenie miast, osiedli, wsi oraz wszelkie zniszczenia, nie usprawiedliwione koniecznością wojenną;
- zbrodnie przeciwko ludzkości – m.in. prześladowania, morderstwa, deportacje, eksterminacja i inne nieludzkie czyny, których celem jest zniszczenie całości lub części grupy narodowej, etnicznej, rasowej lub religijnej.